# Manolo Rodríguez (actor)
Manolo Rodríguez (18?? - abril de 1903) fue un actor cómico español.

## Biografía
Actor teatral de registro eminentemente cómico, despuntó no solo en obras de teatro sino también, y sobre todo, en piezas de género chico, de moda en su época de esplendor. En este sentido, Rodríguez ha pasado la historia del teatro español por ser el primer actor en representar uno de los personajes más característicos de los escenarios en ese país, el cascarrabias anciano Don Hilarión en la zarzuela La verbena de la Paloma, que estrenó en Madrid el 17 de febrero de 1894.
Antes y después, Manolo Rodríguez prestó su voz y figura a otros montajes célebres como El dúo de La africana (1893), obra en la que dio vida a Querubini. Se pueden igualmente destacar sus intervenciones en Vía Libre (1893), El cabo primero (1895), de Carlos Arniches, y La Viejecita (1897)
Llegó a ser primera figura del teatro Apolo.